# Atopotrophos hunanensis
Atopotrophos hunanensis är en stekelart som beskrevs av He och Chen 1992. Atopotrophos hunanensis ingår i släktet Atopotrophos och familjen brokparasitsteklar. Inga underarter finns listade.